# Tournée 2004
 (décembre 2017).
Si vous disposez d'ouvrages ou d'articles de référence ou si vous connaissez des sites web de qualité traitant du thème abordé ici, merci de compléter l'article en donnant les références utiles à sa vérifiabilité et en les liant à la section « Notes et références ».
Tournée 2004 est le nom de la troisième tournée de Garou qui sert à promouvoir l'album Reviens.
Un DVD live sort en 2004, enregistré depuis le Forest National à Bruxelles.
La tournée se partage en 65 concerts dont 43 dates en France, 8 dates au Canada, 3 dates en Suisse, 3 dates en Belgique, 2 dates en Russie, 2 dates en Pologne, 2 dates au Liban, 1 date en Tunisie et 1 date en République Tchèque.
| Date               | Ville                            | Lieu                            |
| ------------------ | -------------------------------- | ------------------------------- |
|                    | Canada                           |                                 |
| 7 avril 2004       | Saguenay                         | Théâtre du Palais Municipal     |
| 9 avril 2004       | Québec                           | Colisée Pepsi                   |
| 10 avril 2004      | Rimouski                         | Colisée                         |
| 12 avril 2004      | Sherbrooke                       | Salle Maurice O'Bready          |
| 13 avril 2004      | Victoriaville                    | Colisée des Bois Francs         |
| 15 avril 2004      | Gatineau                         | Aréna Robert Guertin            |
| 16 avril 2004      | Montréal                         | Centre Bell                     |
| 19 avril 2004      | Montréal                         | Centre Bell                     |
|                    | Russie                           |                                 |
| 24 mai 2004        | Moscou                           | Kremlin Palace                  |
| 26 mai 2004        | Saint-Pétersbourg                | Ice Arena                       |
|                    | Pologne                          |                                 |
| 4 juin 2004        | Varsovie                         | Torwar Hall                     |
| 5 juin 2004        | Katowice                         | Spodek                          |
|                    | République Tchèque               |                                 |
| 7 juin 2004        | Prague                           | Lucerna Club                    |
|                    | France                           |                                 |
| 2 juillet 2004     | Nîmes                            | Arènes de Nîmes                 |
| 6 juillet 2004     | Douai                            | Gayant Expo                     |
| 12 juillet 2004    | Carcassonne                      | Grand théâtre de la Cité        |
|                    | Liban                            |                                 |
| 16 juillet 2004    | Betteddine                       | Palais de Beitteddine           |
| 17 juillet 2004    | Betteddine                       | Palais de Beitteddine           |
|                    | France                           |                                 |
| 20 juillet 2004    | Les Moutiers en Retz             | Terrain de Loisirs              |
|                    | Suisse                           |                                 |
| 22 juillet 2004    | Nyon                             | Paléo Festival                  |
| l                  | Belgique                         |                                 |
| 24 juillet 2004    | SPA                              | Place de l’Hôtel de Ville       |
|                    | France                           |                                 |
| 3 août 2004        | Six-Fours                        | Ile du Gaou                     |
| 6 août 2004        | Le Cap d'Agde                    | Arènes du Cap d'Agde            |
| 7 août 2004        | Golfe-Juan                       | Théâtre de la Mer Jean Marais   |
| 9 août 2004        | Vienne                           | Théâtre Antique                 |
| 10 août 2004       | Orange                           | Théâtre Antique                 |
| 12 août 2004       | Bayonne                          | Arènes                          |
| 14 août 2004       | Vic Fezensac                     | Les Arènes                      |
|                    | Tunisie                          |                                 |
| 17 août 2004       | Carthage                         | Amphithéâtre du théâtre Antique |
|                    | France                           |                                 |
| 20 août 2004       | Monte-Carlo (Monaco)             | Sporting Club                   |
| 21 août 2004       | Monte-Carlo (Monaco)             | Sporting Club                   |
| 28 août 2004       | Saint-Pierre (Ile de la Réunion) | Stade Michel Volnay             |
| 31 août 2004       | Porcieu Amblagnieu               | Salle des Marinières            |
| 1er septembre 2004 | Châlons-en-Champagne             | Foire                           |
| 9 octobre 2004     | Montpellier                      | Zénith                          |
| 12 octobre 2004    | Toulouse                         | Zénith                          |
| 15 octobre 2004    | Rennes                           | La Liberté                      |
| 17 octobre 2004    | Rouen                            | Zénith                          |
| 19 octobre 2004    | Caen                             | Zénith                          |
|                    | Belgique                         |                                 |
| 22 octobre 2004    | Bruxelles                        | Forest National                 |
| 23 octobre 2004    | Bruxelles                        | Forest National                 |
|                    | France                           |                                 |
| 26 octobre 2004    | Lille                            | Zénith Aréna                    |
| 30 octobre 2004    | Amnéville                        | Galaxie                         |
| 31 octobre 2004    | Strasbourg                       | Le Rhénus                       |
| 2 novembre 2004    | Orléans                          | Zénith                          |
| 5 novembre 2004    | Le Mans                          | Antarès                         |
| 6 novembre 2004    | Angers                           | Parc des Expositions            |
| 9 novembre 2004    | Paris                            | Zénith                          |
| 10 novembre 2004   | Paris                            | Zénith                          |
| 12 novembre 2004   | Paris                            | Zénith                          |
| 13 novembre 2004   | Paris                            | Zénith                          |
| 25 novembre 2004   | Nancy                            | Zénith                          |
| 26 novembre 2004   | Lyon                             | Halle Tony-Garnier              |
| 28 novembre 2004   | Grenoble                         | Le Summum                       |
|                    | Suisse                           |                                 |
| 1er décembre 2004  | Neuchâtel                        | Patinoire du Littoral           |
| 3 décembre 2004    | Genève                           | Arèna                           |
|                    | France                           |                                 |
| 5 décembre 2004    | Besançon                         | Micropolis                      |
| 7 décembre 2004    | Chalon-sur-Saône                 | Parc des Expositions            |
| 8 décembre 2004    | Cournon d'Auvergne               | Zénith d'Auvergne               |
| 10 décembre 2004   | Beauvais                         | Elispace                        |
| 11 décembre 2004   | Tours                            | Parc des Expositions            |
| 14 décembre 2004   | Bordeaux                         | Patinoire Mériadeck             |
| 15 décembre 2004   | Pau                              | Zénith                          |
| 19 décembre 2004   | Marseille                        | Le Dôme                         |
| 20 décembre 2004   | Nice                             | Palais Nikaïa                   |